# 滝子町
滝子町（たきこちょう）は愛知県名古屋市昭和区にある町名。丁番を持たない単独町名である。住居表示実施済み。

## 地理
名古屋市昭和区の南部に位置し、南に滝子通、北に御器所、東に丸屋町と永金町、西に円上町と接する。

## 歴史

### 町名の由来
滝子通による。「滝子」はもともと御器所町の小字名である。「広見池」という池の水が現在の名古屋市立大学滝子キャンパス付近で滝を成しており、このことから「滝郷」と呼ばれるようになったという。これが転じて「滝子」となった。

## 沿革
- 2008年（平成20年）9月29日 - 「滝子町建築協定」が認可[WEB 5]。建築物を12メートル以下とする高さ制限、風俗店舗の営業禁止、敷地内の緑化の努力規定が含まれる[WEB 5]。

## 世帯数と人口
2019年（平成31年）1月1日現在の世帯数と人口は以下の通りである。
| 町丁   | 世帯数  | 人口    |
| ------ | ------- | ------- |
| 滝子町 | 637世帯 | 1,332人 |

### 人口の変遷
国勢調査による人口および世帯数の推移。
| 1995年（平成7年）  | 566世帯 1488人 |  |
| 2000年（平成12年） | 665世帯 1498人 |  |
| 2005年（平成17年） | 642世帯 1442人 |  |
| 2010年（平成22年） | 648世帯 1387人 |  |
| 2015年（平成27年） | 618世帯 1319人 |  |

## 学区
市立小・中学校に通う場合、学校等は以下の通りとなる。また、公立高等学校に通う場合の学区は以下の通りとなる。
| 番・番地等 | 小学校               | 中学校               | 高等学校 |
| ---------- | -------------------- | -------------------- | -------- |
| 全域       | 名古屋市立村雲小学校 | 名古屋市立円上中学校 | 尾張学区 |

## 交通
- 愛知県道29号弥富名古屋線

## 施設
- 名古屋市立円上中学校
- 竜福寺
- 金光教御器所教会うつわ会館
- 村田四どんぐりひろば
- 名古屋医師協同組合名古屋臨床検査センター附属診療所
- 安井病院
- 愛知県自動車会館
- 日本自動車査定協会愛知県支所

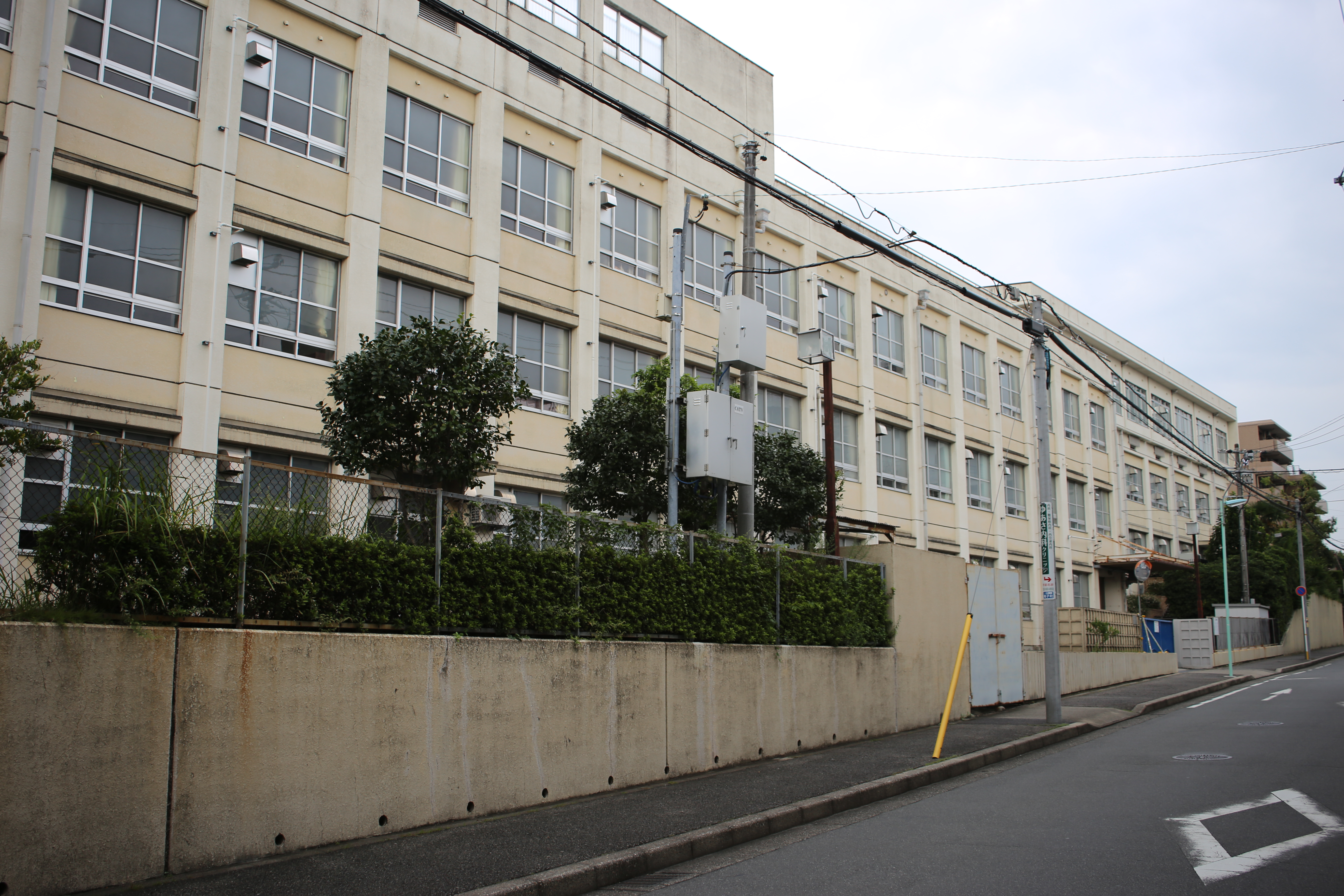
名古屋市立円上中学校

## その他

### 日本郵便
- 郵便番号 : 466-0053[WEB 2]（集配局：昭和郵便局[WEB 13]）。

### WEB
1. 1 2  “町・丁目(大字)別、年齢(10歳階級)別公簿人口(全市・区別)”.   名古屋市 (2019年1月23日). 2019年1月23日閲覧。
2. 1 2  “郵便番号”.  日本郵便. 2019年1月6日閲覧。
3. ↑  “市外局番の一覧”.   総務省. 2019年1月6日閲覧。
4. ↑  “昭和区の町名一覧”.   名古屋市 (2015年10月21日). 2019年1月12日閲覧。
5. 1 2  名古屋市役所住宅都市局建築指導部建築指導課市街地建築係 (2018年11月20日). “滝子町建築協定”.   名古屋市. 2022年1月22日閲覧。
6. ↑  総務省統計局 (2014年3月28日). “平成7年国勢調査の調査結果(e-Stat) - 男女別人口及び世帯数 －町丁・字等” (CSV). 2021年7月20日閲覧。
7. ↑  総務省統計局 (2014年5月30日). “平成12年国勢調査の調査結果(e-Stat) - 男女別人口及び世帯数 －町丁・字等” (CSV). 2021年7月20日閲覧。
8. ↑  総務省統計局 (2014年6月27日). “平成17年国勢調査の調査結果(e-Stat) - 男女別人口及び世帯数 －町丁・字等” (CSV). 2021年7月21日閲覧。
9. ↑  総務省統計局 (2012年1月20日). “平成22年国勢調査の調査結果(e-Stat) - 男女別人口及び世帯数 －町丁・字等” (CSV). 2021年7月21日閲覧。
10. ↑  総務省統計局 (2017年1月27日). “平成27年国勢調査の調査結果(e-Stat) - 男女別人口及び世帯数 －町丁・字等” (CSV). 2021年7月21日閲覧。
11. ↑  “市立小・中学校の通学区域一覧”.   名古屋市 (2018年11月10日). 2019年1月14日閲覧。
12. ↑  “平成29年度以降の愛知県公立高等学校（全日制課程）入学者選抜における通学区域並びに群及びグループ分け案について”.   愛知県教育委員会 (2015年2月16日). 2019年1月14日閲覧。
13. ↑  郵便番号簿 平成29年度版 - 日本郵便. 2019年01月06日閲覧 (PDF)

### 書籍
1. 1 2  名古屋市計画局 1992, p. 357.